# 埃西哈
埃西哈，是西班牙安达卢西亚自治区塞维利亚省的一个市镇。总面积978平方公里，总人口36896人（2001年），人口密度38人/平方公里。